# جيك غراي

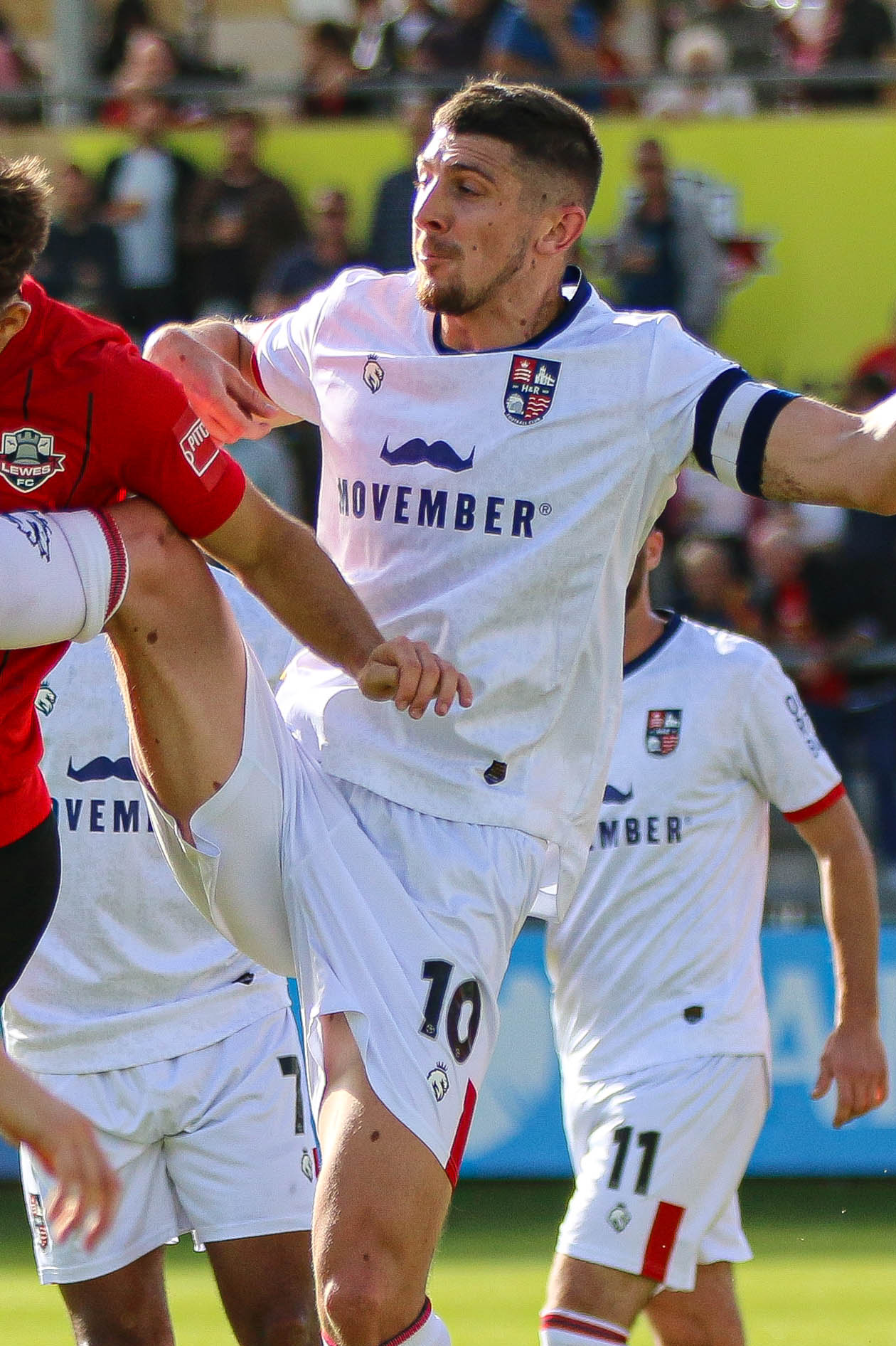
جيك غراي - 2023.

جيك غراي (بالإنجليزية: Jake Gray) (25 ديسمبر 1995 بأيلزبري في المملكة المتحدة - ) هو لاعب كرة قدم بريطاني في مركز الوسط. لعب مع كريستال بالاس ونادي هارتلبول يونايتد ونادي تشيلتنهام تاون لكرة القدم.

## وصلات خارجية
- جيك غراي على موقع قاعدة بيانات كرة القدم.إي يو (الإنجليزية)
- جيك غراي على موقع Soccerbase.com (لاعب) (الإنجليزية)
- جيك غراي على موقع Soccerway.com (الإنجليزية)
- جيك غراي على موقع AS.com (الإسبانية)